# SNC-兰万灵事件
SNC-兰万灵事件（英語：SNC-Lavalin affair）是于2019年被报道的一起有关时任加拿大总理贾斯汀·特鲁多试图政治干预司法的事件。国会议员、前加拿大司法部部长王州迪指控总理办公室在她就任司法部长期间，介入对魁北克省建筑巨头SNC-兰万灵公司的司法调查，并试图通过延期起诉协议的方式保护该公司的利益。指控发生之后，王州迪于2019年1月被调任加拿大退伍军人部。特鲁多政府表示并无施压的违法行为，并且延期起诉协议对保护工人就业有所裨益。
这一事件由加拿大《环球邮报》于2019年2月7日进行了报道。随着事件进展，王州迪和同为加拿大自由党的国会议员費普真从内阁辞职。四月，二人被驱逐出自由党党团。贾斯汀·特鲁多表示驱逐是担心二者和自由党其余成员之间缺乏信任，可能导致党派分裂。反对党呼吁要求对此事件进行调查。 王州迪、特鲁多前任秘书杰拉德·巴茨以及枢密院成员麦克·弗尼克在加拿大下議院听证会作证。王州迪表示特鲁多违背了检查独立的原则，施压司法部，希望为被调查公司争取延期起诉协议、避免刑事指控。同时，王州迪因在与任司法部长期间录取和麦克·弗尼克的会议音频收到批评。